# 第二代格蘭維爾伯爵格蘭維爾·萊韋森-高爾
第二代格蘭維爾伯爵格蘭維爾·萊韋森-高爾（Granville Leveson-Gower, 2nd Earl Granville，1815年5月11日—1891年3月31日）是英國自由黨政治人物，曾兩度擔任樞密院議長，並在首相威廉·格萊斯頓任內先後擔任殖民地事務大臣、外交大臣。